# زانداو (الب)
شهر زانداو (به آلمانی: Sandau) در ایالت زاکسن-آنهالت در کشور آلمان واقع شده‌است.